# Aceh-Krieg

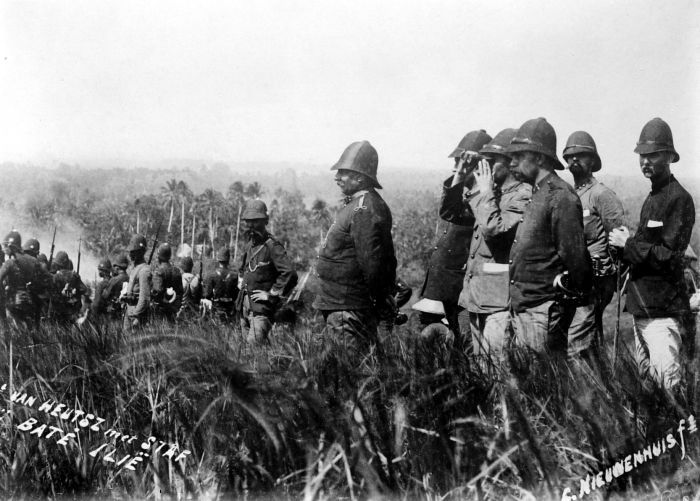
General van Heutsz mit seinem Stab während des Angriffs auf Batèë Iliëk. Foto von C. B. Nieuwenhuis

Der Aceh-Krieg (1873 bis 1904) war ein bewaffneter Konflikt zwischen den Niederlanden und dem muslimischen Sultanat von Aceh im Norden Sumatras, der zur Eroberung der Achinesen durch die Niederlande und schließlich zur niederländischen Herrschaft über die gesamte Region führte.
1871 hatten die Niederlande und Großbritannien einen Vertrag unterzeichnet, der den niederländischen Einfluss im Norden Sumatras anerkannte; als Gegenleistung erkannten die Niederlande den britischen Anspruch auf gleichberechtigten Handel in Ostindien an. Zwei Jahre später schickten die Niederländer zwei Expeditionen nach Aceh, um das Gebiet zu erobern. Nachdem bei der Eroberung des Palastes der achinesische Sultan gestorben war, setzten die Niederländer die Militäroperationen aus und schlossen einen Vertrag mit dem neuen Sultan, der die niederländische Souveränität über das Gebiet anerkannte. Er konnte seine Untertanen jedoch nicht kontrollieren, sodass die niederländischen Truppen in einen längeren Guerillakrieg auf dem Lande verwickelt wurden. Der Krieg erschöpfte die Kolonialkasse, und die öffentliche Meinung in den Niederlanden wurde zunehmend skeptischer gegen die Kolonialverwaltung.
Die Verwaltung erkannte später, dass ihre Unkenntnis über die Region zu schweren Fehlhandlungen führte bzw. geführt hatte. Christiaan Snouck Hurgronje, Professor für Islamwissenschaft an der Universität Leiden, wurde gebeten, eine gründliche Studie über Aceh durchzuführen, und veröffentlichte 1893/94 ein Buch über die Achinesen. Daraufhin wurde eine „Burgstrategie“ eingeführt, die befestigte Stützpunkte für die niederländischen Truppen vorsah. Unter der Führung von J. B. van Heutsz, der 1899 zum Militär- und Zivilgouverneur von Aceh ernannt wurde, war das Königreich schnell unterworfen. 1904 war die Eroberung der gesamten Region durch van Heutsz abgeschlossen.